# Olios valenciae
Olios valenciae là một loài nhện trong họ Sparassidae.
Loài này thuộc chi Olios. Olios valenciae được Embrik Strand miêu tả năm 1916.